# 杣山 (琉球王国)
杣山（そまやま）とは、近世の琉球王国において、木材を供給するために間切・島・村の共同管理下に置かれた山林のこと。

## 概要
古くは、地元の住民は間切役人や村役人の指揮を受けて山の手入れに従事する夫役義務の代わりに、建築や薪炭に用いる木材の供給を受けるなど一定の収益を受ける権利を得ていた（王府の山奉行がこれに関与する場合もあった）
18世紀に入ると、蔡温の改革によって杣山の一般への立ち入りが禁じられ、王府の派遣した山師や山工人（やまくにん）が管理にあたるようになる。1737年（乾隆2年/元文2年）に「杣山法式帳」「山奉行所規模帳」が公布され、1751年（乾隆16年/宝暦元年）までに5つの法令が追加され（琉球王国末期に追加された「御指図控」を加えて『林政八書』と称する）、山林の王府による独占とその保護育成が図られることになった。その背景には、国の中心部に近い中頭地方の杣山の伐採が進み、良質な材木が取れる大木が北部国頭地方に残されるだけになったことがあったとされている。もっとも、これらの法令は杣山の資源保護の観点から出されたもので、住民の利用が排除されたものではないことに注意を要する。
琉球処分後の1894年（明治27年）、杣山の所有権や開発方法について官有林化を進める沖縄県知事の奈良原繁と住民の共有地化を主張する担当官であった謝花昇が激しく対立した（杣山問題）。この対立は、奈良原の長期在任と、謝花が退官して沖縄倶楽部を結成して沖縄住民の自由民権運動（参政権獲得運動）を唱えたことも絡んで長期化し、奈良原と旧慣温存を引換にこれに協力する旧王国支配者層が謝花を圧迫して憤死させる事態に至った。1906年（明治39年）、奈良原の働きかけによって「沖縄県杣山特別処分規則」が公布され、杣山の官有林化が図られたが、住民を排除するために夫役を廃して租税化したことから多くの杣山の管理が行われなくなり、その荒廃が進む結果となった。